# Біляль Ель-Ханнус
Біляль Ель-Ханнус (нід. Bilal El Khannous, араб. بلال الخنوس, нар. 10 травня 2004, Стромбек-Бевер) — марокканський і бельгійський футболіст, півзахисник англійського клубу «Лестер Сіті» та збірної Марокко.

## Клубна кар'єра
З 2009 по 2019 рік виступав за молодіжні команди «Андерлехта», після чого став гравцем «Генка». 24 липня 2020 року підписав свій перший професійний контракт із клубом.
21 травня 2022 року дебютував в основному складі «Генка», вийшовши на заміну в матчі вищого дивізіону бельгійського чемпіонату проти «Мехелена».

## Кар'єра у збірній
З 2019 по 2021 роки виступав за юнацькі збірні Бельгії до 15, до 16 і до 18 років.
Оскільки Біляль народився в Бельгії в сім'ї вихідців із Марокко, він мав право представляти на міжнародному рівні африканську команду і 2022 року дебютував за молодіжну збірну Марокко до 20 років.
10 листопада 2022 року він був включений до складу національної збірної Марокко на чемпіонат світу 2022 року в Катарі.

## Досягнення
Особисті досягнення
- Талант сезону Жупіле Про Ліги: 2023–24[9]